# Leucandra lanceolata
Leucandra lanceolata är en svampdjursart som först beskrevs av R.W. Harold Row och Hozawa 1931.  Leucandra lanceolata ingår i släktet Leucandra och familjen Grantiidae. Inga underarter finns listade i Catalogue of Life.